# Arsen Pavlov
Arsen či Arsenij Sergejevič Pavlov, přezdívaný Motorola, (rusky Арсен či Арсений Сергеевич Павлов, 2. února 1983, Uchta – 16. října 2016, Doněck) byl ruský občan, velitel praporu Sparta bojujícího na straně samozvané separatistické Doněcké lidové republiky ve válce na východní Ukrajině.

## Mládí
Pavlov se narodil v Komijské ASSR. V jednom z rozhovorů uvedl, že v patnácti letech mu zemřeli oba rodiče a od té doby ho vychovávala jeho babička. Tak jako mnoho ruských mladíků z vesnic bez zvláštního vzdělání vstoupil do armády.

## Kariéra
Arsen Pavlov působil tři roky v námořní pěchotě jako spojař. Během toho byla jeho jednotka dvakrát vyslána do Čečenska, kde se účastnila tamní války. Po demobilizaci Pavlov pracoval na myčce aut v Rostově na Donu.
Na jaře roku 2014, když na Euromajdanu došlo k násilným střetům s policií, rozpoznal podle jeho slov počínající válku a rozhodl se vyrazit na východ Ukrajiny na pomoc tamním Rusům. Zapojil se k oddílu Igora Girkina a v dubnu 2014 s ním obsadil Slovjansk, čímž byla de facto počata válka na Donbase.
Později se stal velitelem praporu Sparta. Po zapojení do války na východě Ukrajiny byl zanesen na sankční seznam Evropské unie a na Ukrajině obviněn z terorismu. Podle ruského listu Kommersant se nepletl do politiky, avšak stal se pionýrem nové hybridní války a slávu si získal hned v prvních bojích konfliktu, právě ve Slavjansku. Následně si budoval obraz hrdiny tím, že na obrazovce ruských médií pravidelně dával k dispozici exkluzivní záběry z bojů o doněcké letiště. Veřejností samozvané Doněcké lidové republiky byl oslavován jako hrdina. Rusko se přitom od něj po jeho zapojení do konfliktu distancovalo.

### Válečné zločiny
V době, kdy byl Pavlov velitelem praporu Sparta, se vychloubal, že osobně zastřelil patnáct zajatých vojáků ukrajinské armády. Lidskoprávní organizace Amnesty International potom vyzvala k prošetření těchto zločinů a ukrajinské úřady žádaly Interpol k vyhlášení pátrání, což ale Interpol odmítl.

## Smrtící atentát a pachatelé
Pavlov byl terčem několika atentátů. 16. října 2016, během nedělního večera, vybuchla ve výtahu v pečlivě střeženém domě, kde Pavlov žil, nastražená bomba, která usmrtila jeho a zřejmě i jeho osobního strážce. O pachatelích atentátu spekulovali politici a média z Ukrajiny, samozvané Doněcké lidové republiky i z Ruska.

## Pohřeb
19. října 2016 uspořádali Pavlovovi povstalci v Doněcku pohřeb, který označili za státní. Zúčastnilo se ho odhadem asi 50 tisíc lidí.